# Весёлое (Краснопольский район)
Весёлое (укр. Веселе) — село,
Хмелевский сельский совет,
Краснопольский район,
Сумская область,
Украина.
Код КОАТУУ — 5922387402. Население по переписи 2001 года составляло 160 человек .

## Географическое положение
Село Весёлое находится на правом берегу реки Дерновая, недалеко от её истоков,
ниже по течению на расстоянии в 2 км расположено село Лозовое.